# クイーンズランド工科大学

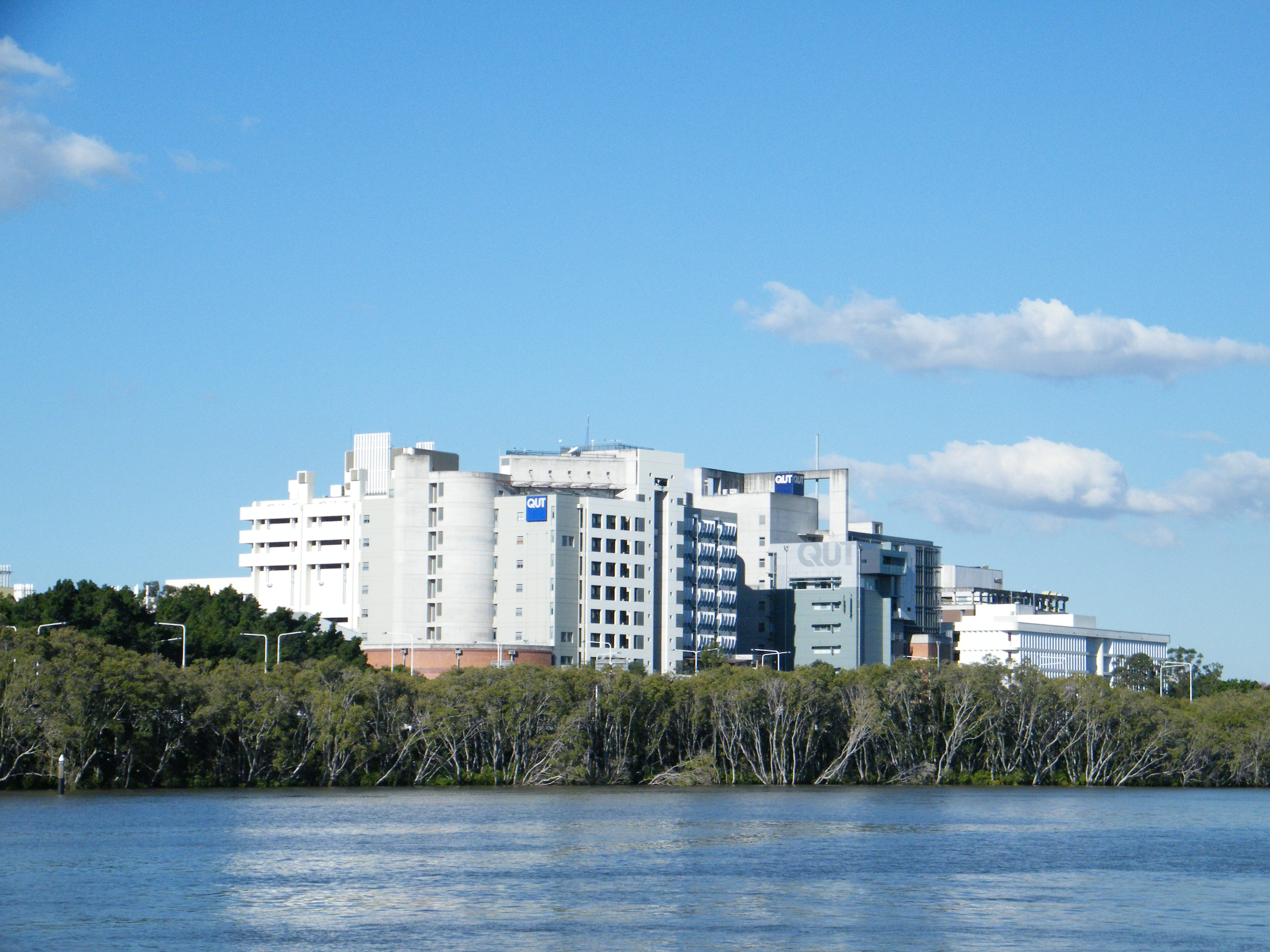
View from South Bank Parklands

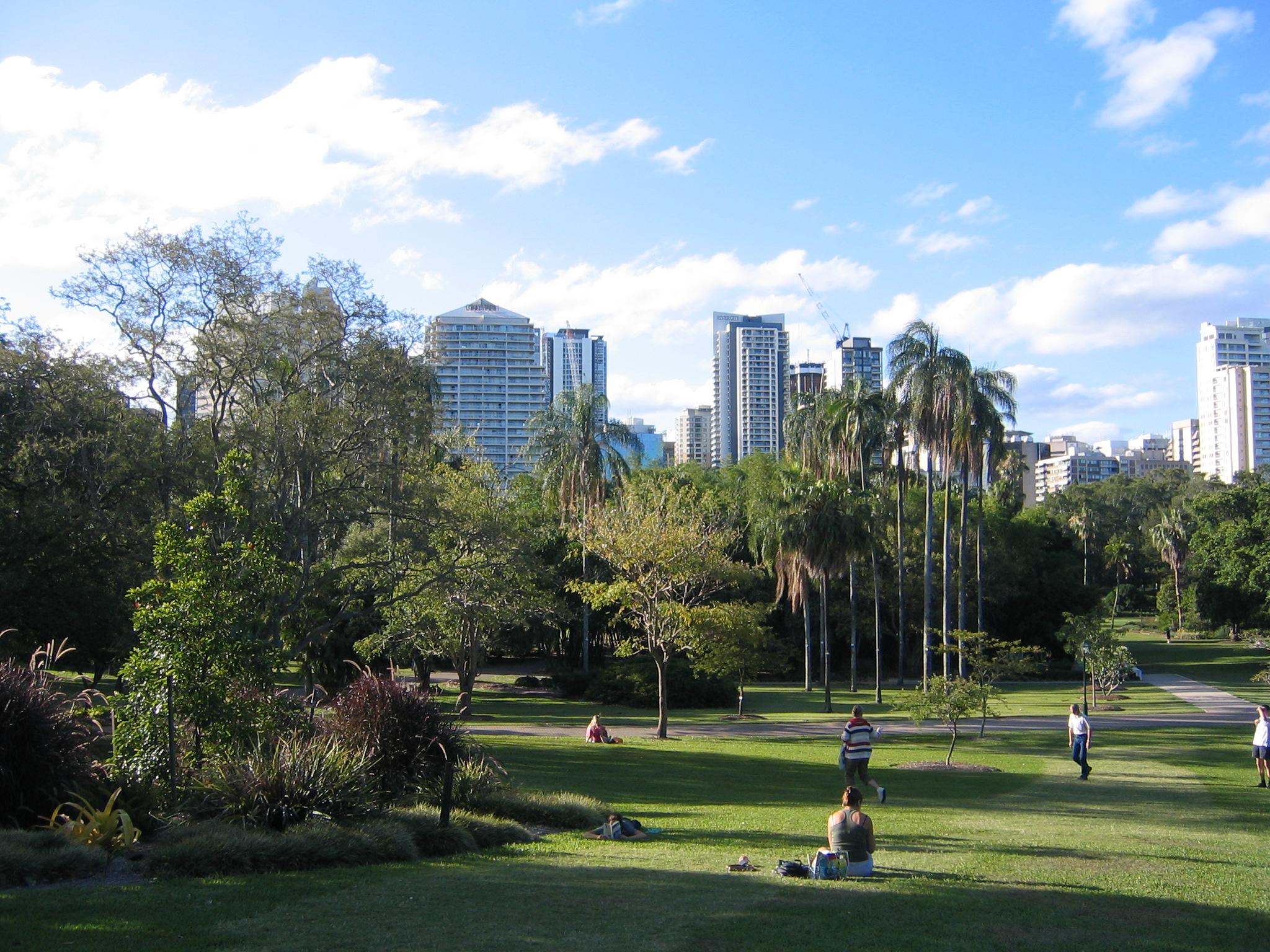
City Botanical Garden facing Alice Street

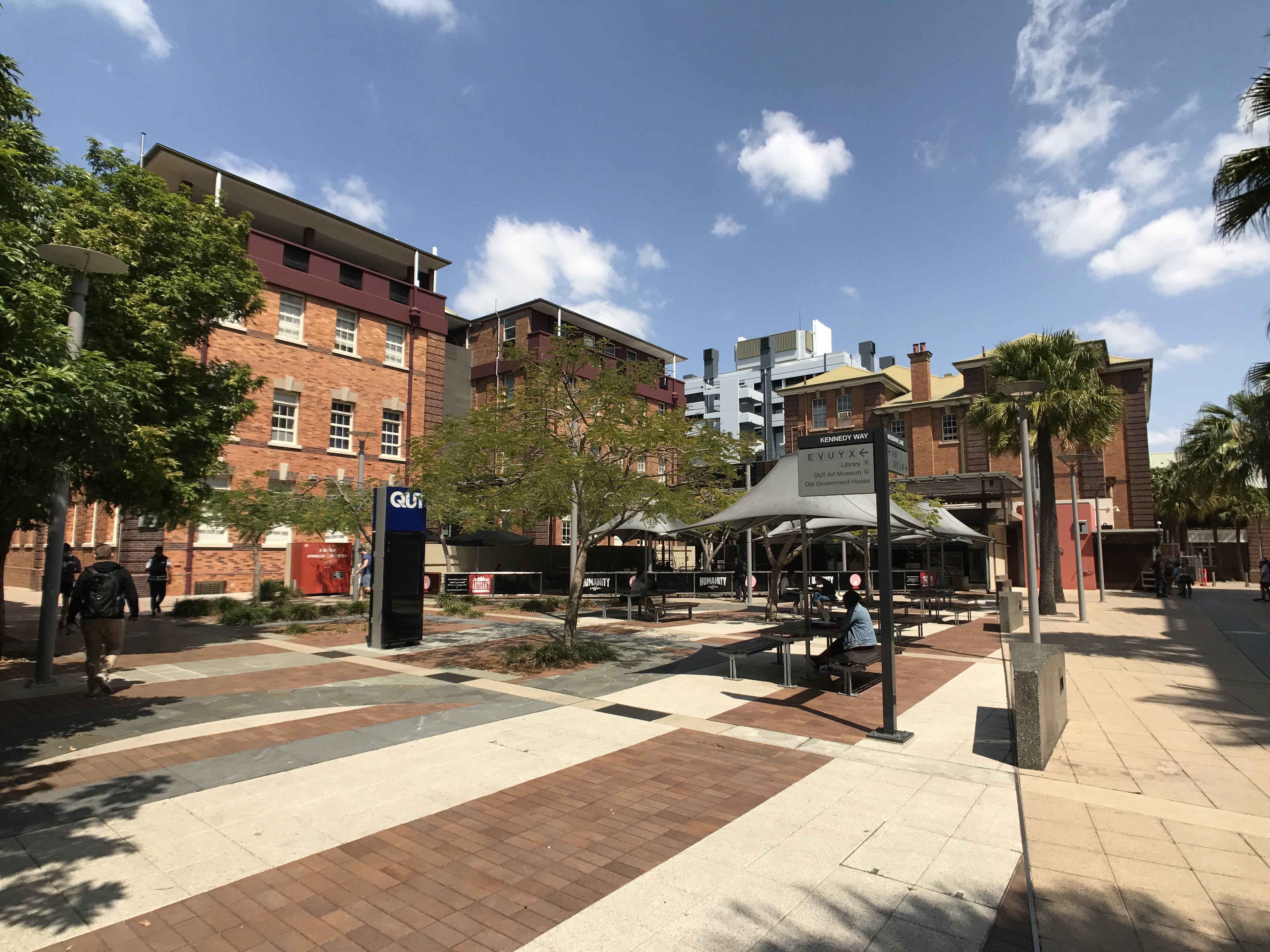
Gardens Pointキャンパス

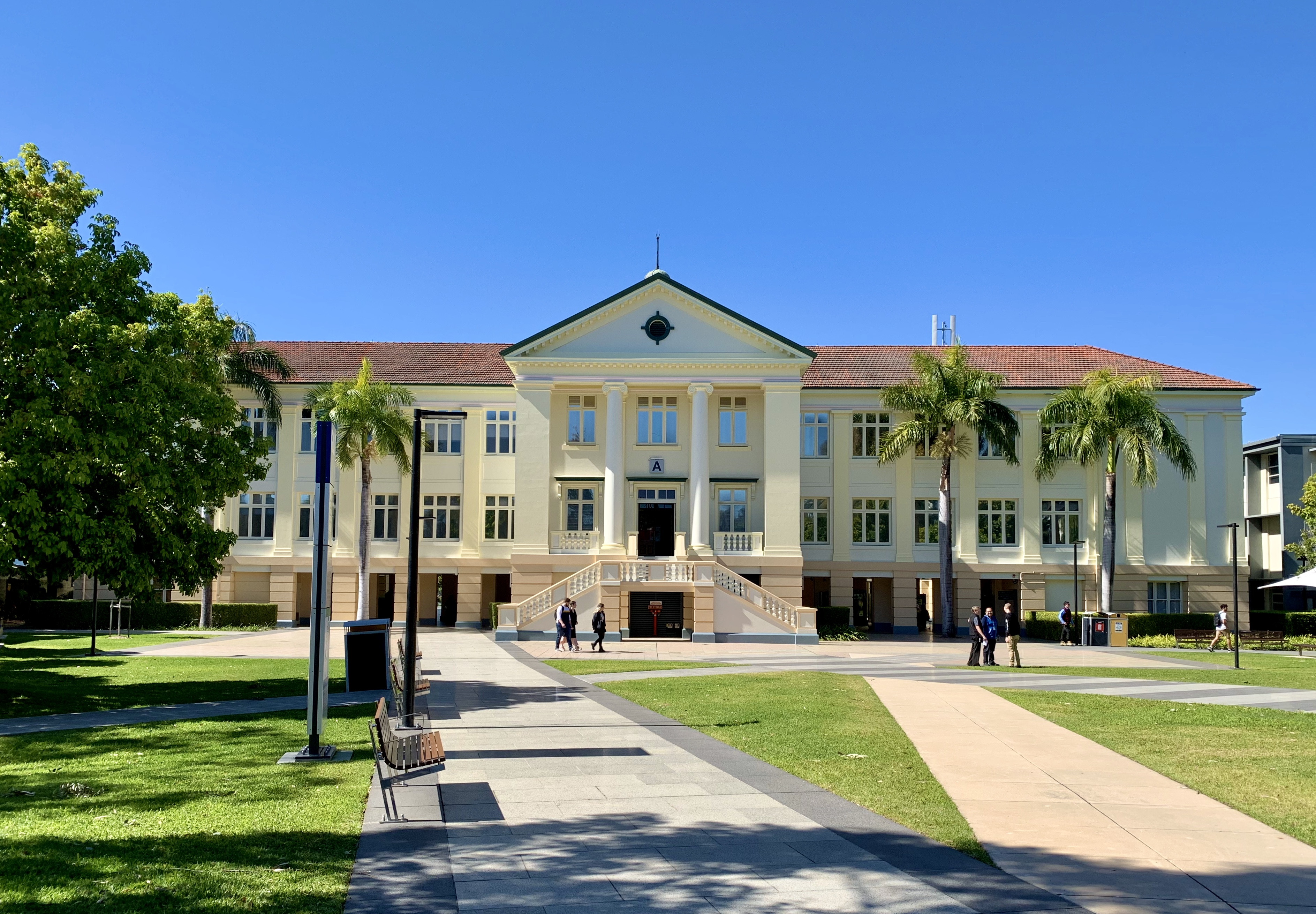
Kelvin Groveキャンパス

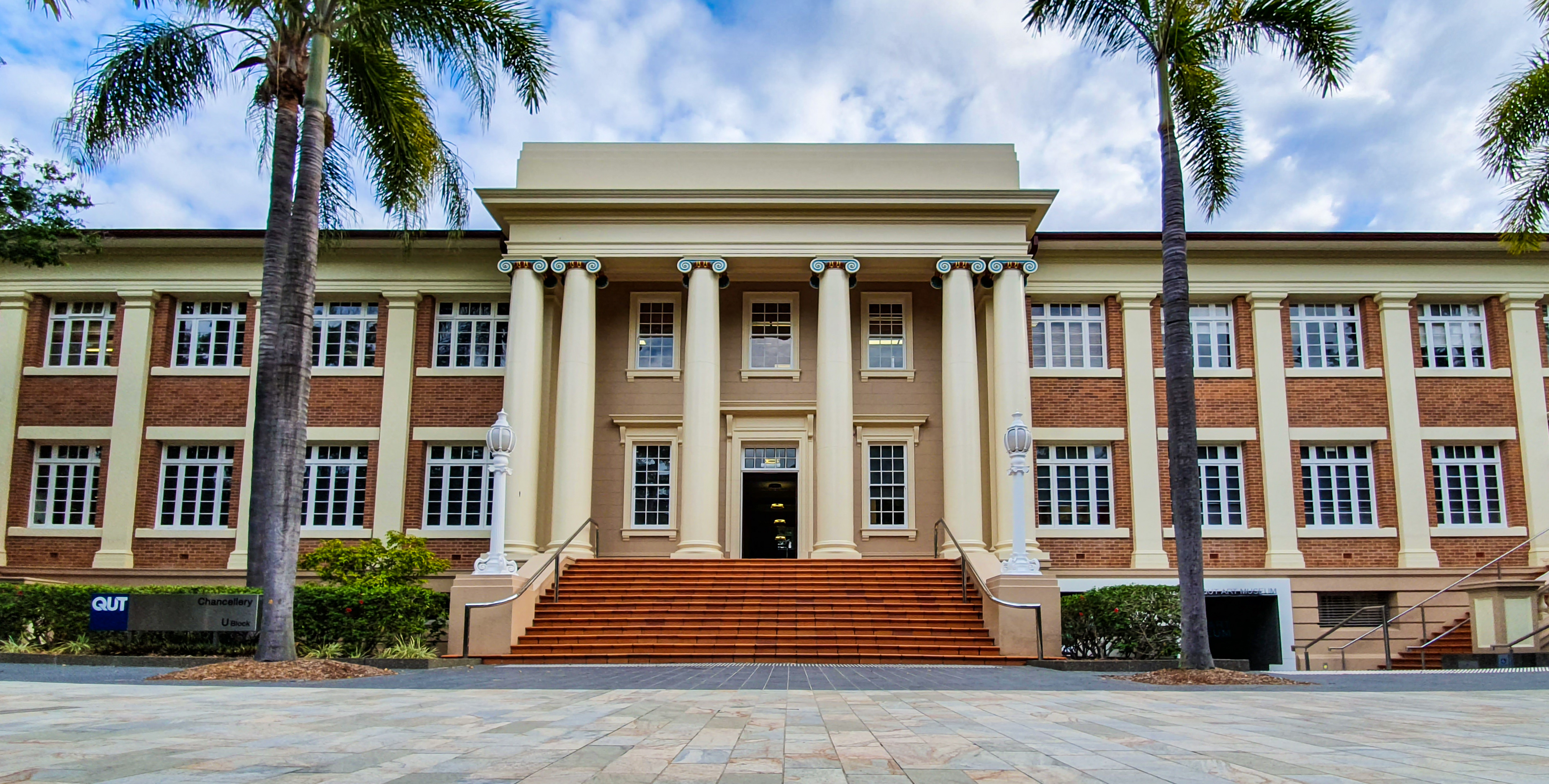
QUT Art Museum

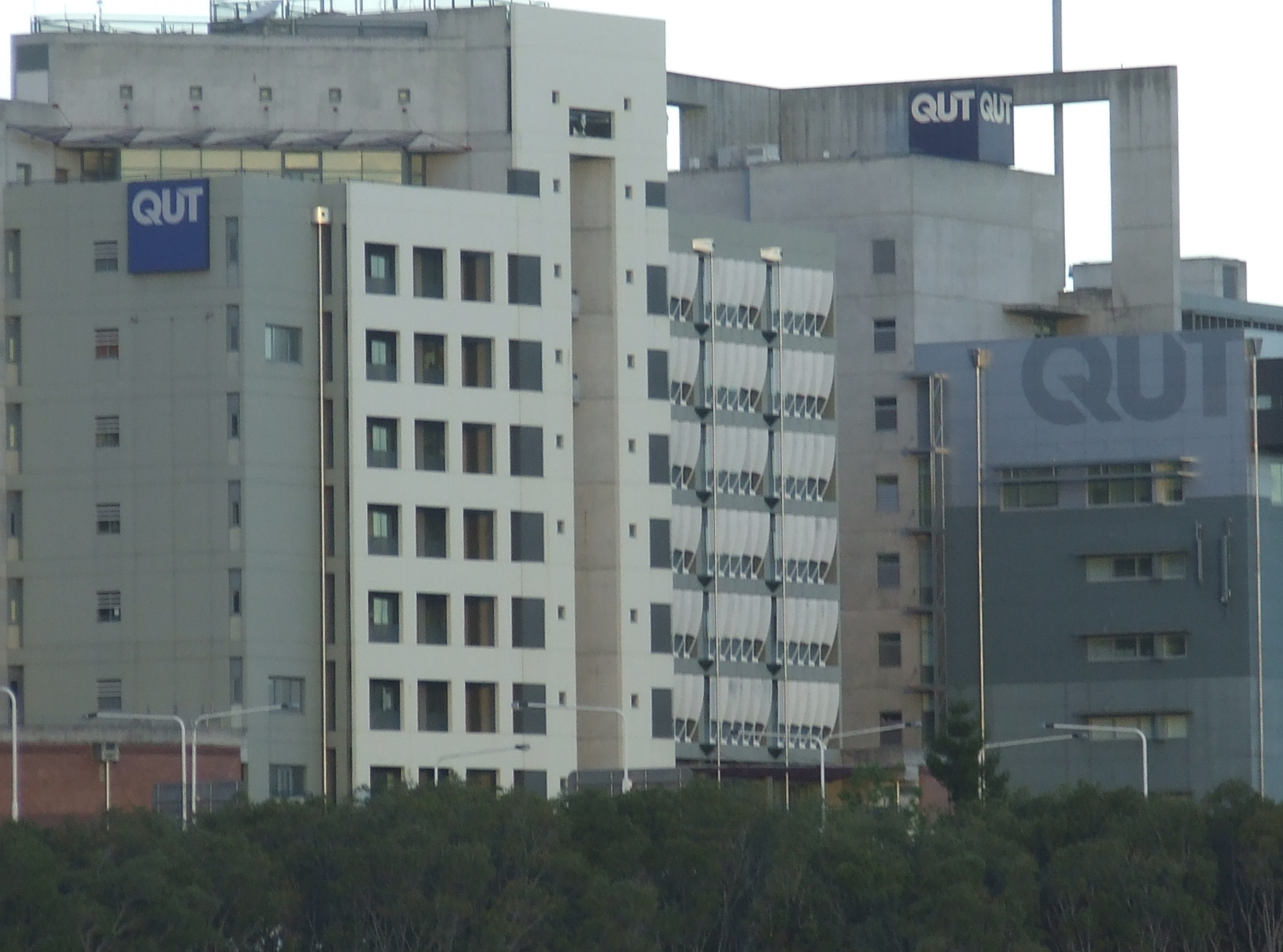
QUTビジネススクール(MBA)

クイーンズランド工科大学（クイーンズランドこうかだいがく、英語: Queensland University of Technology、略称：QUT）は、オーストラリアクイーンズランド州の州都ブリスベンに位置する公立大学で、オーストラリアで最大の大学の1つで、90カ国以上からの約6,000人の留学生を含む約40,000人の学生を有するクイーンズランド州最大の大学である。
オーストラリア第3の都市ブリスベンのダウンタウン周辺にガーデンズポイントメインキャンパスがあり、市の植物園および州議事堂とブリスベン川沿いに位置している。また、ブリスベン中心から約2キロの緑多い高台にケルヴィングローブキャンパスがある。
QUTは「実社会への即戦力が身につく大学(A university for the real world)」を教学の精神としている。QUTのコースはインターンシップが充実し、理論と実践のバランスがあり、QUTの学位は国際的に高く評価されている。QUTはオーストラリアの研究の卓越性とタイムズ高等教育世界大学ランキングにおいて、オーストラリアの大学トップ10にランクされている。この大学は、タイムズ高等教育世界大学ランキング、QS世界大学ランキング、世界大学学術ランキング、その他の世界の大学ランキングで、オーストラリアのトップ12大学及び世界のトップ1%の大学として一貫してランクインしてる。QS世界大学ランキング2024で189位、THE世界大学ランキング2023で201-250位（Young
University Rankingsは26位）となっており、クリエイティブメディア、工学、建築、教育、看護などスキルが身に付く分野に強い。特に世界初のクリエイティブ産業学部や、経営大学院のQUTビジネススクールは、AACSB/AMBA/EQUISのトリプルクラウン認証校（世界のビジネススクールのトップ1%に属し、オーストラリアではQUTとモナッシュ大学の2大学のみ）として有名である。QUTはAustralian Technology Network(ATN) の初期メンバー校であり、クイーンズランド州で最高の就職率(2005年統計)を誇る。

## 歴史
1849年にブリスベン芸術学校(Brisbane School of Arts)が設立された。一方、1882年に設立されたブリスベン技術学校(Brisbane Technical College)は組織変更され、1908年にブリスベン・セントラル技術学校(Brisbane Central Technical College)となった。その後、1965年にクイーンズランド・インスティテュート・テクノロジ(QIT: Queensland Institute of Technology) に改名し、1989年にブリスベン芸術学校を吸収合併して、クイーンズランド工科大学（QUT: Queensland University of Technology）として創設された。その後1990年に、美術・ビジネス・教育・社会科学などのコースで知られていたBrisbane College of Advanced Education (BCAE)を吸収合併した。

【概略】
- ブリスベン芸術学校 (1849)
- ブリスベン工科大学 (1882)
- 中央工科大学 (1908)
- クイーンズランド工科大学 (1965)

ブリスベン高等教育大学は1982年に設立された。同校は以下に示されている複数の前身機関の組み合わさってできたものである。
- ブリスベン幼稚園トレーニングカレッジ (1911)
- ブリスベン幼稚園教師大学(1965)
- クイーンズランド教員養成大学 (1914)
- ケルビングローブ・ティーチャーズ・カレッジ (1961)
- ケルビングローブ高等教育大学 (1976)
- ケドロンパークティーチャーズカレッジ(1961)
- ノースブリスベン高等教育大学(1974)

## 学術組織
- Faculty of Science and Engineering
  - School of Biogeoscience
  - School of Chemistry
  - School of Engineering
  - School of Information technology
  - School of Mathematical sciences
  - School of Physics
  - School of Urban development

- Faculty of Business
  - School of Accountancy
  - School of Advertising, Marketing and Public Relations
  - School of Economics and Finance
  - School of Management
  - Brisbane Graduate School of Business
  - QUT Languages Centre

- Faculty of Creative Industries
  - Acting and Technical Production
  - Animation
  - Creative Writing and Literary Studies
  - Dance
  - Drama
  - Fashion
  - Film, Screen and Television
  - Interactive and Visual Design
  - Journalism
  - Media and Communication
  - Music and Sound
  - Visual Arts

- Faculty of Education
  - School of Early Childhood
  - School of Cultural and Language Studies in Education
  - School of Learning and Professional Studies
  - School of Mathematics, Science and Technology Education

- Faculty of Health
  - School of Human Movement Studies
  - School of Nursing and Midwifery
  - School of Optometry
  - School of Public Health
  - School of Psychology and Counselling
  - Social Work and Human Services

- Faculty of Law
  - School of Law
  - School of Justice
  - Legal Practice Unit
  - Law and Justice Research Centre

- Faculty of Science and Technology
  - School of Information Technology
  - School of Life Sciences
  - School of Mathematical Sciences
  - School of Natural Resource Sciences
  - School of Physical and Chemical Sciences

- Humanities Program

- QUT International College

## 日本の学生交流協定校
- 東京大学
- 大阪大学
- 東北大学
- 北海道大学
- 新潟大学
- 熊本大学
- 早稲田大学
- 立教大学
- 明治大学
- 武蔵野大学
- 神奈川大学
- 東京都市大学
- 東京電機大学
- 大阪工業大学
- 立命館大学
- 近畿大学
- 名城大学
- 立命館アジア太平洋大学

## 人物一覧

### 教育
- ジェフリー・フィッツジェラルド、アドバンスプレースメント物理学C教師

### ジャーナリズムとメディア
- トレーシー・カーロ、ジャーナリスト兼コミュニケーションマネージャー
- ベン・デイビス、ブリスベンの4BCのドライブプレゼンター
- ニック・エッチェルズ、メルボルンのセブンニュースのシニアレポーター
- ナターシャ・エクセルビー、10ニュースファーストプレゼンター
- ベン・ファズリン、ジャーナリスト
- Sharyn Ghidella、ジャーナリスト、チャンネルセブンプレゼンター
- アルジャジーラの特派員、ピーター・グレステ
- スペンサー・ハウソン、ABCラジオプレゼンター
- エミー・クバインスキー、ナイン・ニュース・パースの元共同プレゼンター
- レイラ・マッキノン、ナインネットワークのジャーナリスト
- AAPニュースワイヤーのキャンベラ支局長、ポール・オズボーン
- アラナ・ピアース、ビデオゲーム作家、元ジャーナリスト
- ABCの7.30レポートのホストであるリー・セールス
- カール・ステファノヴィッチ、ジャーナリスト兼プレゼンター

### 文学、執筆、詩
- ダイアン・チレント、作家、女優、劇作家、劇作家、クリエイティブ・インダストリーズ・アーティスト・イン・レジデンス・プログラムの創設者

### 哲学と神学
- フィリップ・フライアー、メルボルン聖公会大司教
- Answers in Genesis、Creation Museum、Creation Ministries Internationalの創設者であるKen Ham

### 政府

#### 政治家
- ピーター・ビーティ、元クイーンズランド州首相
- ジャロッド・ブレイジー議員、クイーンズランド州元司法長官、法務大臣
- スー・ボイス、オーストラリア上院自由党議員
- アルビン・チェン・カムムン、香港の学生活動家、学生戦線の創設者
- Steven Ciobo MP、Moncrieffの連邦メンバー
- イヴェット・ダス議員、ペトリー連邦議員、クイーンズランド州司法長官
- ピーター・ダットン議員、ディクソン連邦議員、移民・国境警備大臣
- テレサ・ガンバロ議員、ブリスベン連邦議員
- リンダ・ラヴァーチ、元クイーンズランド州司法長官
- マイケル・ラヴァーチ、元オーストラリア司法長官
- ジョー・ルートヴィヒ、オーストラリア上院のALPメンバー
- グラハム・ペレット議員、モートン連邦議員
- キース・ピット議員、ヒンクラー連邦議員
- オックスリー部門を代表するオーストラリア下院議員、バーニー・リポル議員
- スチュアート・ロバート議員、ファデン連邦議員
- ウェイン・スワン議員、リリー連邦議員、元オーストラリア財務官
- クリス・トレバー議員、フリンの連邦メンバー
- エイミー・ルビック・ポートムーディ市議会議員
- ケイト・ジョーンズ議員

### 法律
- ティム・カーモディ、クイーンズランド州最高裁判所元首席判事
- ケリー・キャリントン、QUT研究教授、元司法学部長
- リアン・クレアSC、クイーンズランド州ブリスベン地方裁判所判事
- マイケル・ラヴァーチ、名誉教授、元法学部長
- ブライアン・フィッツジェラルド(学術)、法学の専門研究教授
- ジョン・パイク、物理学者、元QUT法講師
- ブライアン・ホリガン、元QUT准教授

### 医学と科学
- スティーブ・ローレンス、コンピュータ科学者

### その他
- ルベイル・エジソン、シニアネットワークおよびセキュリティコンサルタント
- マイケル・フェアウェザー少将、AM、陸軍予備役将校、教師、マーケティングリーダーシップ - 農業、食品、技術、防衛
- ジョージア・シーハン、ダイバー

## 著名な教員
- アクセル・ブルンズ、コミュニケーション・メディア研究教授
- ジャン・バージェス、デジタルメディア教授
- レイ・チャン、看護学部非常勤教授
- ピーター・コーク、ロボティクス特別教授
- グレッグ・クリード、ヤムのCEO!ブランド
- スチュアート・カニンガム、コミュニケーションとメディア研究の名誉教授
- ブライアン・フィッツジェラルド
- マイケル・ギャベット、生物医学および臨床遺伝学者准教授
- デニス・ギブソン
- リン・グリフィス、ゲノミクス・パーソナライズド・ヘルスセンター名誉教授兼所長
- コリーン・ネルソン、前立腺がん研究委員長
- デール・ナイホルト、生物医学部教授
- クリス・サラ
- アルン・シャルマ、著名な名誉教授
- Mahinda Vilathgamuwa、電力システム教授
- チェルシー・ワテゴ、先住民健康教授
- パッツィ・イェーツ、著名な教授兼保健学部エグゼクティブ・ディーン